# Syd Howe
Sydney Harris Howe, kanadski profesionalni hokejist, * 18. september 1911, Ottawa, Ontario, Kanada, † 20. maj 1976.
Kot domačin iz Ottawe je kariero pričel v bližnjih mladinskih in članskih amaterskih klubih. Preboj v ligo NHL mu je uspel v sezoni 1929/30, ko je nastopil za Ottawa Hockey Club. V prvih petih sezonah v ligi se je veliko selil, zaigral je za štiri različna moštva - Philadelphia Quakers, Toronto Maple Leafs, se vrnil v Ottawa Hockey Club in nato zaigral še za St. Louis Eagles, naslednika Ottawa Hockey Cluba. Še največji pečat je pustil v moštvu Detroit Red Wings, čigar dres je prvič oblekel v sezoni 1934/35. V Detroitu je ostal celo desetletje in v tem času trikrat osvojil Stanleyjev pokal ter se eno sezono uveljavil tudi kot kapetan moštva. Skupno je v ligi NHL prebil 17 sezon. Leta 1965 so ga sprejeli v Hokejski hram slavnih lige NHL.

## Kariera in življenje
Syd je odraščal v Ottawi, Ontario. V mladosti je pogosto drsal po zmrznjenih Patterson's Creeku in Rideau kanalu, pri čemer mu je družbo delal brat Lawrence Pete Howe. V srednješolskih letih se je udejstvoval v hokeju na ledu kot član šolske ekipe srednje šole Glebe Collegiate, leta 1926 je pričel igrati tudi za lokalno mladinsko moštvo Lansdowne Park Juveniles. Kmalu zatem se je pridružil mladinski ekipi Ottawa Gunners, ki je nastopala v novoustanovljeni OCHL ligi. Skupaj s soigralci se je v zgodovino zapisal kot del zgodbe o prvem ottawskem klubu, ki se je uvrstil v finale pokala Memorial Cup, ki se podeljuje mladinskemu hokejskemu prvaku Kanade. V finalu so se Gunnersi leta 1928 srečali z moštvom Regina Monarchs in serijo izgubili z 1–2 v zmagah. Howe se je v izločilnih bojih zelo izkazal, saj je postal celo najboljši strelec končnice, v 8 tekmah je zbral 9 zadetkov in 13 točk. Po tem finalu se je Howe pridružil članski amaterski ekipi Ottawa Rideaus, v kateri se je kalil nadaljnjo sezono in pol.
Sredi sezone 1929/30 je nato po krajšem postanku pri IHL klubu London Panthers pristal pri NHL moštvu Ottawa Hockey Club. Zanje je odigral zadnjih 12 tekem sezone 1929/30, zatem so ga v klubu pred sezono 1930/31 posodili moštvu Philadelphia Quakers. Potem ko so Quakersi po koncu sezone zaradi finančnih težav razpadli, so Howa preko razpršitvenega nabora pograbili v klubu Toronto Maple Leafs. Za javorjeve liste je zaigral zgolj na 3 tekmah, saj je večino sezone 1931/32 prebil v njihovem nižjeligaškem hčerinskem klubu Syracuse Stars. V naslednji sezoni se je nato vrnil v Ottawa Hockey Club, v katerem je ostal dve sezoni in se v tem času uveljavil kot standardni igralec ekipe. Klub se je po koncu sezone 1933/34 preselil v St. Louis, Missouri, in se preimenoval v St. Louis Eagles. V Missouri se je tako preselil tudi Howe, ki je tudi ohranil svoj kapetanski trak iz Ottawe, ki ga je nosil v sezoni 1933/34. Eaglesi so ga februarja 1935 prodali v Detroit Red Wings, kjer je po nekaj turbulentnih letih končno dobil pravo priložnost za dokazovanje na najvišji ravni.
Že v svoji prvi polni sezoni v Detroitu se je namreč uveljavil v rdečem dresu in se z ekipo veselil zmage v finalu Stanleyjevega pokala. Enak dosežek je klubu uspel tudi v sezoni 1936/37, v obeh zmagovitih sezonah so rdečekrilniki osvojili tudi 1. mesto v Ameriški diviziji. Po neuspešni sezoni 1937/38 se je ekipa v sezoni 1938/39 le uspela prebiti v končnico, kjer je, enako kot naslednjo sezono, izpadla v polfinalu proti Toronto Maple Leafsom. Leta 1941 se je Howe vnovič pojavil v finalu Stanleyjevega pokala, a je moral tam s soigralci priznati premoč Boston Bruinsom (0–4). Naslednjo sezono so se rdečekrilniki zopet uvrstili v finale, kjer so jih bistveno tesneje (3–4) ugnali Toronto Maple Leafsi.
V tretjem zaporednem finalu so Red Wingsi leta 1943 le dvignili pokal, v finalu je namreč s 4–0 padel Boston. V naslednji sezoni je moštvo izpadlo v polfinalu proti Chicago Black Hawksom. V sezoni 1944/45 se je Howe s soigralci vendarle vnovič prebil v finale, kjer pa je tako kot leta 1942 več sreče imel Toronto (3–4). Sezona 1945/46 je postala zadnja, v kateri je Howe še zaigral v ligi NHL. Sredi sezone so ga namreč poslali v AHL klub Indianapolis Capitals. Po koncu sezone je zapustil Indianapolis in se pridružil tedaj že amaterskemu moštvu Ottawa Senators, ki je nastopalo v ligi QSHL. Kmalu zatem se je preselil k drugemu ottawskemu amaterskemu klubu, OCHL ligašu Ottawa Army. Leta 1949 je Howe postavil drsalke v kot.
Howe je v celotni NHL karieri dosegel 237 zadetkov in 291 podaj, za skupaj 528 točk v 691 nastopih. V končnici je prispeval še 17 zadetkov in 27 podaj na 70 tekmah. Stanleyjevega pokala se je veselil trikrat: v letih 1936, 1937 in 1943. Individualno najuspešnejša sezona za Howa je bila sezona 1934/35, ko je s 47 točkami iz 50 nastopov zasedel drugo mesto na ligaški lestvici strelcev, tik za Charliejem Conacherjem. To mu je uspelo kljub dejstvu, da je večino sezone prebil pri zadnjeuvrščenem moštvu St. Louis Eagles. Howe je postal tudi zadnji v ligi NHL aktivni hokejist razpadlih moštev Philadelphia Quakers in Ottawa Hockey Club. Prav tako so ga leta 1945 izbrali v drugo moštvo zvezd lige NHL, zaigral pa je tudi na dobrodelni tekmi zvezd leta 1939, ki so jo priredili v spomin tragično preminulega Baba Sieberta.
V sledeči sezoni po njegovem odhodu iz Detroita se je rdečekrilnikom pridružilo desno krilo Gordie Howe, s katerim pa nista bila v sorodu. Gordie Howe je v klubu ostal do leta 1971 in v tem času postal velik zvezdnik. Detroit Red Wingsi so imeli tako v svojih vrstah zvezdniškega hokejista s priimkom Howe celih 37 zaporednih sezon (1934–1971). Syda Howa so leta 1965 sprejeli v Hokejski hram slavnih lige NHL. Umrl je 12 let kasneje, 20. maja 1976 pri starosti 64 let, za rakom na grlu. Pokopali so ga na pokopališču Capital Memorial Gardens v Ottawi.

### Zgodovinske tekme
Howe je v svoji igralski karieri sodeloval na številnih zgodovinsko pomembnih tekmah. Ena takih je bila tekma proti Montreal Maroonsom 25. marca 1936. V dvorani Montreal Forum so namreč gledalci odločitev videli šele v šestem podaljšku, ko je rdečekrilnikom zmago na prvi tekmi polfinala prinesel Mud Bruneteau. Ta tekma se je v zgodovino zapisala kot najdaljša tekma lige NHL, kar velja še dandanes. Detroit je tisti polfinale zmagal in se nato veselil tudi Stanleyjevega pokala.
19. marca 1940 je Howe na prvi tekmi četrtfinala proti New York Americansom dosegel odločilni zadetek že v 25. sekundi podaljška. S tem je Detroit slavil z 2:1, Howe pa je doživel enega vrhuncev svoje kariere. Njegov gol se je kot najhitrejši gol v podaljšku v ligi NHL obdržal celih 29 let. Mogoče še z večjimi črkami pa se je v zgodovino zapisal 3. februarja 1944 na tekmi proti moštvu New York Rangers. Na tisti tekmi je namreč mrežo nasprotnika zatresel kar 6-krat, s čimer se je le za 1 zadetek približal dosežku Joeja Malona izpred 24 let. Malonov rekord še danes stoji, Howovih 6 golov pa so do danes izenačili le dvakrat.

## Pregled kariere
Odebeljeno - reprezentančni nastopi, glej tudi Statistika pri hokeju na ledu.
| Moštvo                | Liga  | Sezona |    | Redni del | Redni del | Redni del | Redni del | Redni del | Redni del |   | Končnica | Končnica | Končnica | Končnica | Končnica | Končnica |
| --------------------- | ----- | ------ | -- | --------- | --------- | --------- | --------- | --------- | --------- | - | -------- | -------- | -------- | -------- | -------- | -------- |
| Moštvo                | Liga  | Sezona | OT | G         | P         | T         | +/-       | KM        | OT        | G | P        | T        | +/-      | KM       |          |          |
| Ottawa Gunners        | OCHL  | 27/28  |    |           |           |           |           |           |           |   |          |          |          |          |          |          |
| Ottawa Gunners        | M-Cup | 27/28  |    |           |           |           |           |           |           |   | 8        | 9        | 4        | 13       |          | 8        |
| Ottawa Rideaus        | OCHL  | 28/29  |    | 15        | 7         | 1         | 8         |           |           |   |          |          |          |          |          |          |
| Ottawa Rideaus        | OCHL  | 29/30  |    | 11        | 8         | 1         | 9         |           | 9         |   |          |          |          |          |          |          |
| London Panthers       | IHL   | 29/30  |    | 5         | 1         | 0         | 1         |           | 0         |   |          |          |          |          |          |          |
| Ottawa Hockey Club    | NHL   | 29/30  |    | 12        | 1         | 1         | 2         |           | 0         |   | 2        | 0        | 0        | 0        |          | 0        |
| Philadelphia Quakers  | NHL   | 30/31  |    | 44        | 9         | 11        | 20        |           | 20        |   |          |          |          |          |          |          |
| Toronto Maple Leafs   | NHL   | 31/32  |    | 3         | 0         | 0         | 0         |           | 0         |   |          |          |          |          |          |          |
| Syracuse Stars        | IHL   | 31/32  |    | 45        | 9         | 12        | 21        |           | 44        |   |          |          |          |          |          |          |
| Ottawa Hockey Club    | NHL   | 32/33  |    | 48        | 12        | 12        | 24        |           | 17        |   |          |          |          |          |          |          |
| Ottawa Hockey Club    | NHL   | 33/34  |    | 42        | 13        | 7         | 20        |           | 18        |   |          |          |          |          |          |          |
| St. Louis Eagles      | NHL   | 34/35  |    | 36        | 14        | 13        | 27        |           | 23        |   |          |          |          |          |          |          |
| Detroit Red Wings     | NHL   | 34/35  |    | 14        | 8         | 12        | 20        |           | 11        |   |          |          |          |          |          |          |
| Detroit Red Wings     | NHL   | 35/36  |    | 48        | 16        | 14        | 30        |           | 26        |   | 7        | 3        | 3        | 6        |          | 2        |
| Detroit Red Wings     | NHL   | 36/37  |    | 45        | 17        | 10        | 27        |           | 10        |   | 10       | 2        | 5        | 7        |          | 0        |
| Detroit Red Wings     | NHL   | 37/38  |    | 48        | 8         | 19        | 27        |           | 14        |   |          |          |          |          |          |          |
| Detroit Red Wings     | NHL   | 38/39  |    | 48        | 16        | 20        | 36        |           | 11        |   | 6        | 3        | 1        | 4        |          | 4        |
| Detroit Red Wings     | NHL   | 39/40  |    | 46        | 14        | 23        | 37        |           | 17        |   | 5        | 2        | 2        | 4        |          | 2        |
| Detroit Red Wings     | NHL   | 40/41  |    | 48        | 20        | 24        | 44        |           | 8         |   | 9        | 1        | 7        | 8        |          | 0        |
| Detroit Red Wings     | NHL   | 41/42  |    | 48        | 16        | 19        | 35        |           | 6         |   | 12       | 3        | 5        | 8        |          | 0        |
| Detroit Red Wings     | NHL   | 42/43  |    | 50        | 20        | 35        | 55        |           | 10        |   | 7        | 1        | 2        | 3        |          | 0        |
| Detroit Red Wings     | NHL   | 43/44  |    | 46        | 32        | 28        | 60        |           | 6         |   | 5        | 2        | 2        | 4        |          | 0        |
| Detroit Red Wings     | NHL   | 44/45  |    | 46        | 17        | 36        | 53        |           | 6         |   | 7        | 0        | 0        | 0        |          | 2        |
| Detroit Red Wings     | NHL   | 45/46  |    | 26        | 4         | 7         | 11        |           | 9         |   |          |          |          |          |          |          |
| Indianapolis Capitals | AHL   | 45/46  |    | 14        | 6         | 11        | 17        |           | 4         |   | 5        | 2        | 0        | 2        |          | 0        |
| Ottawa Senators       | QSHL  | 46/47  |    | 24        | 19        | 21        | 40        |           | 4         |   | 11       | 2        | 1        | 3        |          | 0        |
| Ottawa Army           | OCHL  | 46/47  |    | 1         | 2         | 1         | 3         |           | 0         |   |          |          |          |          |          |          |
| Ottawa Army           | OCHL  | 47/48  |    |           |           |           |           |           |           |   |          |          |          |          |          |          |
| Ottawa Army           | OCHL  | 48/49  |    | 1         | 0         | 0         | 0         |           | 0         |   |          |          |          |          |          |          |
| Skupaj                |       |        |    | 814       | 289       | 338       | 627       |           | 273       |   | 94       | 30       | 32       | 62       |          | 18       |

## Nagrade in dosežki
- 1936 - osvojil Stanleyjev pokal
- 1937 - osvojil Stanleyjev pokal
- 1943 - osvojil Stanleyjev pokal
- 1965 – sprejet v Hokejski hram slavnih lige NHL